# Сангрия
Сангри́я (исп. sangría от исп. sangre — кровь) — испанский алкогольный напиток средней крепости (содержание спирта от 4 до 18 %) на основе вина (чаще всего — красного) с добавлением кусочков фруктов, ягод, сахара, газированной воды, а иногда небольшого количества бренди и сухого ликёра, иногда — пряностей. Также сангрия может быть слабоалкогольной без добавления бренди и ликёра. Сангрия — один из популярных напитков испанской кухни. Обычно его подают в барах, ресторанах, чирингито и на праздниках по всей Испании.

## История
Сангри́я в переводе с испанского буквально означает «кровопролитие». Термин сангрия, используемый для напитка, восходит к XVIII веку. Согласно SAGE Encyclopedia of Alcohol, происхождение сангрии «невозможно точно определить, но ранние версии напитка были популярны в Испании, Греции и Англии».
Сангари́, напиток-предшественник сангрии, который подавали в горячем или холодном виде, вероятно, возник в Карибском море (Вест-Индия) и оттуда был завезён в континентальную Америку, где он стал обычным явлением в американскую колониальную эпоху. Однако к началу XX века напиток «в значительной степени исчез в Соединённых Штатах». Сангрия как холодный напиток вновь появился в США в конце 1940-х годов благодаря латиноамериканским и испанским ресторанам. Сангрия пользовалась большой популярностью на Всемирной выставке 1964 года в Нью-Йорке.
В XIX веке сангрия появилась в южной Испании и Португалии, хотя практика смешения вина с водой и другими напитками или фруктами известна по крайней мере с эпохи Римской империи. Сборщики фруктов носили с собой бурдюк с красным вином, разбавленным ключевой водой. В тот же бурдюк они сдавливали сок свежих цитрусовых. Такая смесь облегчала работу под солнцем и освежала, не приводя к сильному опьянению.

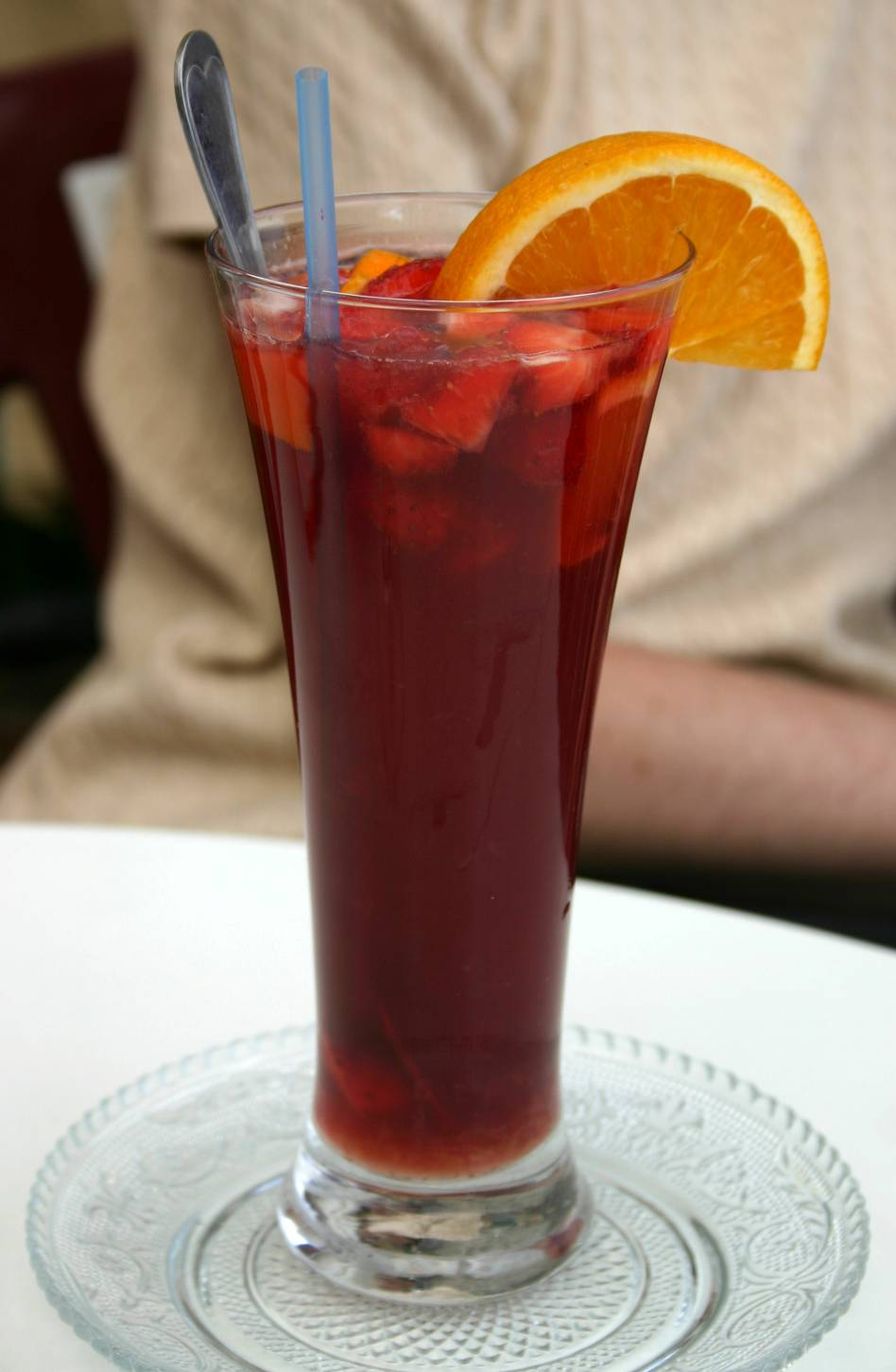
Сангрия

В Италии в начале прошлого[какого?] века также стало модно смешивать игристые вина с соками фруктов и пряностями — получалась игристая сангрия, которая отличалась более свежим вкусом и тонким фруктово-цветочным ароматом. Но за пределами южной Европы о сангрии долгое время почти ничего не было известно.

## Разнообразие
Сангрию можно приготовить из самых разнообразных ингредиентов. Вкусовые качества напитка могут значительно варьироваться в зависимости от вида фруктов и ликёра, использованных при приготовлении. Некоторые также добавляют газированную воду, придавая напитку игристость. Другие вообще готовят сангрию на основе белого вина. Летом рекомендуется подавать напиток хорошо охлаждённым, зимой — подогретым, сдобренным корицей, гвоздикой и мускатным орехом.
В связи с отсутствием традиционно строгого рецепта сангрию иногда называют «винной окрошкой», на что невольно наталкивает её вид: большая ёмкость со смесью льда, цитрусовых, настоящего лимонада, бренди и красного вина.
Различают следующие виды сангрии:
- Обычная, или тихая сангрия. Её особенность состоит в отсутствии газированной воды и в обязательном присутствии цитрусовых и винограда. Тихая сангрия обладает лёгким и свежим кисловато-сладким вкусом с яркими виноградными и цитрусовыми оттенками.
- Во фруктовой сангрии можно найти множество фруктов: лимон, апельсин, лайм, землянику садовую, персик, яблоко и банан, а также дыню и даже кусочки ананаса.
- Белая сангрия. То же, что и обычная сангрия, но с белым вином.
- Игристая сангрия, которую делают на основе игристых вин либо с газированной водой. В букете игристой сангрии сочетаются ароматические вещества винограда и цитрусовых (апельсина, лимона, грейпфрута) со вторичным ароматом, возникающим в процессе брожения в герметически замкнутой системе в условиях низкого окислительно-восстановительного потенциала, с преобладанием в нём цветочных и ореховых нюансов, восприятие которых усиливается вследствие выноса с пузырьками углекислого газа ароматических веществ и их концентрирования на поверхности вина.

Разумеется, чёткой грани между ними нет. Всё зависит от фантазии и возможностей. Красота сангрии заключается в том, что напиток будет вкусен и лёгок, и вкус его только улучшается, что бы в него ни добавили.
Схожим коктейлем является сангари, придуманный в Америке в XIX веке.

## Способ приготовления
Ингредиенты:
- Недорогое красное вино. Вкусовые качества напитка мало зависят от качества вина. Нет смысла использовать дорогие марочные вина, так как их тонкие вкусоароматические характеристики будут нивелированы. Достаточно, чтобы вино было качественным с санитарно-гигиенической точки зрения. Также предпочтительнее использовать сухие сорта вин, можно белые.
- Крепкий спиртной напиток. Наилучшими вариантами являются бренди и тройной сухой ликёр. Ещё можно добавлять виски, ром, коньяк, водку или джин.
- Фрукты. Здесь разнообразие ограничено только вашими возможностями. Классический набор: персик, яблоко и апельсин.
- Сахар. Сахар — не единственный подсластитель, который можно использовать в приготовлении. Сангрию можно сделать сладкой добавлением мёда, сахарного сиропа и даже гренадина.
- Газированная вода. Чаще всего используется сильногазированная минеральная вода, тоник или лимонад. Если вы готовите игристую сангрию, тогда роль содовой исполнит игристое вино или шампанское.
- Специи. Выбор специй также чрезвычайно разнообразен. Каждый может добавить что-нибудь по своему вкусу. Лидерами здесь являются корица, мускатный орех, имбирь, листья мяты и сушёная гвоздика.

Сначала нарезают фрукты, добавляют к ним вино, специи, крепкий алкоголь и подсластитель (некоторые предпочитают сначала фрукты настаивать на крепком алкоголе, а уже потом добавлять остальное). Затем надо поставить сангрию настояться в холодильнике на несколько часов, так фрукты передадут свой аромат и напиток получится вкуснее. Желательно настаивать в холодильнике всю ночь, но будет достаточно и хотя бы 2-4 часов.
Так как сангрия считается летним освежающим напитком, подавать её рекомендуется охлаждённой и в кувшине со льдом, при разливании по бокалам принято придерживать фрукты деревянной лопаточкой.